# Élections législatives de 1924 en Eure-et-Loir
Les élections législatives de 1924 ont eu lieu le 11 mai 1924.

## Résultats départementaux

### Par listes
| Listes         | Listes                                               | Premier tour | Premier tour | Sièges |
| Listes         | Listes                                               | Voix         | %            | Sièges |
| -------------- | ---------------------------------------------------- | ------------ | ------------ | ------ |
|                | Liste d'Union des Gauches                            | 31 646       | 51,52        | 4      |
|                | Liste républicaine d'union nationale et démocratique | 26 449       | 43,06        | 0      |
|                | Liste du Bloc ouvrier-paysan                         | 2 813        | 4,58         | 0      |
|                |                                                      |              |              |        |
| Inscrits       | Inscrits                                             | 71 417       | 100,00       | 4      |
| Votants        | Votants                                              | 62 347       | 87,30        |        |
| Abstention     | Abstention                                           | 9 070        | 12,70        |        |
| Blancs et nuls | Blancs et nuls                                       | 889          | 1,49         |        |
| Exprimés       | Exprimés                                             | 61 420       | 98,51        |        |

### Par candidats
| Candidat       | Candidat               | Tendance       | Premier tour | Premier tour |
| Candidat       | Candidat               | Tendance       | Voix         | %            |
| -------------- | ---------------------- | -------------- | ------------ | ------------ |
|                | Maurice Maunoury       | ARD            | 26 921       | 43,83        |
|                | Gabriel Maunoury       | FR             | 26 684       | 43,45        |
|                | Henri Mignot-Bozérian  | ARD            | 25 977       | 42,29        |
|                | François Durand-Béchet | ARD            | 26 216       | 42,68        |
|                |                        |                |              |              |
|                | Maurice Viollette      | PRRRS          | 32 005       | 52,11        |
|                | Émile Peigné           | PRRRS          | 31 359       | 51,06        |
|                | Auguste Rodhain        | PRRRS          | 31 224       | 50,84        |
|                | Henri Triballet        | PRRRS          | 31 996       | 52,09        |
|                |                        |                |              |              |
|                | Bouchereau             | PC-SFIC        | 2 799        | 4,56         |
|                | Bureau                 | PC-SFIC        | 2 777        | 4,52         |
|                | Duval                  | PC-SFIC        | 2 918        | 4,75         |
|                | Léfèvre                | PC-SFIC        | 2 760        | 4,49         |
|                |                        |                |              |              |
| Inscrits       | Inscrits               | Inscrits       | 71 417       | 100,00       |
| Votants        | Votants                | Votants        | 62 347       | 87,30        |
| Abstention     | Abstention             | Abstention     | 9 070        | 12,70        |
| Blancs et nuls | Blancs et nuls         | Blancs et nuls | 889          | 1,49         |
| Exprimés       | Exprimés               | Exprimés       | 61 420       | 98,51        |